# Mistrovství Evropy juniorů v atletice 1977
4. Mistrovství Evropy juniorů v atletice – sportovní závod organizovaný EAA se konal v Ukrajinské sovětské socialistické republice Doněcku. Závod s odehrál od 19. srpna – 21. srpna 1977.

## Výsledky

### Muži
| Soutěž            | Zlato                                                              | Výkon   | Stříbro                                                                              | Výkon   | Bronz                                                                   | Výkon   |
| 100 m             | Herman Panzo                                                       | 10.40   | Olaf Prenzler                                                                        | 10,53   | Bernhard Hoff                                                           | 10,53   |
| 200 m             | Bernhard Hoff                                                      | 20,59   | Bernd Sattler                                                                        | 21,05   | Pascal Barre                                                            | 21,12   |
| 400 m             | Roberto Tozzi                                                      | 47,18   | Wiaczesław Docenko                                                                   | 47,32   | Steve Wymark                                                            | 47,50   |
| 800 m             | Andreas Busse                                                      | 1:47,8  | Detlef Wagenknecht                                                                   | 1:48,2  | Guy Tondeur                                                             | 1:48,6  |
| 1500 m            | Ari Paunonen                                                       | 3:41,6  | Chris Sly                                                                            | 3:44,6  | Pierre Deleze                                                           | 3:45,0  |
| 3000 m            | José Manuel Abascal                                                | 7:58,3  | Werner Schildhauer                                                                   | 8:01,0  | Hansjörg Kunze                                                          | 8:01,2  |
| 5000 m            | Nathaniel Muir                                                     | 13:49,1 | Volkmar Betz                                                                         | 13:51,0 | Nicholas Lees                                                           | 13:53,3 |
| 110 m překážek    | Arto Bryggare                                                      | 13,84   | Mark Holtom                                                                          | 14,29   | Ingo Bruhn                                                              | 14,39   |
| 400 m překážek    | Manfred Konow                                                      | 50,61   | Stefan Piecyk                                                                        | 51,23   | Gary Oakes                                                              | 51,33   |
| 2000 m překážek   | Vesa Laukkanen                                                     | 5:30,2  | Domingo Ramon                                                                        | 5:34,1  | Paul Nothacker                                                          | 5:34,8  |
| Štafeta 4 × 100 m | Francie Pierrick Thessard Hermann Panzo Patrick Barré Pascal Barré | 39,99   | NDR Erhard Gernand Klaus Thiele Thomas Malke Bernhard Hoff                           | 40,25   | Polsko Marek Fostiak Eugeniusz Krawsz Marek Radtke Krzysztof Zwoliński  | 40,66   |
| Štafeta 4 × 400 m | NDR Carsten Petters Bernhard Hoff Detlef Wagenknecht Manfred Konow | 3:07,8  | Sovětský svaz Walerij Stasiuk Michaił Linge Nikołaj Chernietskij Wiaczesław Dotcenko | 3:08,5  | Spojené království Greg Stewart Daley Thompson Steve Wymark Andrew Kerr | 3:09,5  |
| Chůze na 10 000 m | Mykoła Winniczenko                                                 | 41:31,6 | Ronald Weigel                                                                        | 42:56,7 | Bengt Simonsen                                                          | 43:29,3 |
| Skok do výšky     | Vladimir Jaščenko                                                  | 2,30 m  | André Schneider                                                                      | 2,20 m  | Alessandro Brogini                                                      | 2,14 m  |
| Skok o tyči       | Viktor Spasov                                                      | 5,30 m  | Felix Bohni                                                                          | 5,20 m  | Atanas Tarev                                                            | 5,10 m  |
| Skok daleký       | Stanisław Jaskułka                                                 | 7,77 m  | Iwan Tuparow                                                                         | 7,63 m  | Aleksandr Kozłow                                                        | 7,59 m  |
| Trojskok          | Gennadij Valukievič                                                | 16,60 m | Vasilij Grisčenkov                                                                   | 16,31 m | Klaus Kubler                                                            | 16,22 m |
| Vrh koulí         | Dietmar Krumm                                                      | 18,87 m | Roland Steuk                                                                         | 17,61 m | Alexandr Stiepankov                                                     | 17,50 m |
| Hod diskem        | Jurij Dumčev                                                       | 53,30 m | Alfonz Saskoi                                                                        | 53,14 m | Werner Hartmann                                                         | 52,24 m |
| Hod kladivem      | Roland Steuk                                                       | 70,78 m | Sergej Litvinov                                                                      | 68,76 m | Vładimir Nagurnyj                                                       | 67,60 m |
| Hod oštěpem       | Klaus Tafelmeier                                                   | 84,14 m | Arto Härkönen                                                                        | 82,98 m | Roman Zwierzchowski                                                     | 82,56 m |
| Desetiboj         | Daley Thompson                                                     | 7 647   | Ronald Wiese                                                                         | 7 564   | Jürgen Hingsen                                                          | 7 524   |

### Ženy
| Soutěž            | Zlato                                                                                  | Výkon   | Stříbro                                                                 | Výkon   | Bronz                                                                              | Výkon   |
| 100 m             | Bärbel Lockhoff                                                                        | 11,48   | Simone Naumannová                                                       | 11,60   | Kathy Smallwood                                                                    | 11,71   |
| 200 m             | Bärbel Lockhoff                                                                        | 23,12   | Karin Vergutsová                                                        | 23,37   | Kathy Smallwood                                                                    | 23,53   |
| 400 m             | Gaby Bussmann                                                                          | 52,33   | Karin Wahren                                                            | 52,99   | Katrin Schulz                                                                      | 53,29   |
| 800 m             | Martina Kampfertová                                                                    | 2:01,7  | Hildegard Ullrichová                                                    | 2:02,3  | Josephine White                                                                    | 2:03,4  |
| 1500 m            | Dorthe Rasmussenová                                                                    | 4:20,9  | Ursula Sauer                                                            | 4:21,7  | Nadieżda Rodina                                                                    | 4:22,6  |
| 100 m překážek    | Kerstin Clausová                                                                       | 13,32   | Regina Beyerová                                                         | 13,33   | Maria Kemenczeżi                                                                   | 13,71   |
| Štafeta 4 × 100 m | NDR Simone Naumann Bärbel Lockhoff Kerstin Clausová Birgit Rabe                        | 44,17   | Západní Německo Gisela Eichler Silke Rasch Claudia Steger Ulrike Sommer | 44,63   | Spojené království Heather Hunte Kathy Smallwood Michelle Probert Janine MacGregor | 44,71   |
| Štafeta 4 × 400 m | Západní Německo Gaby Bussmann Claudia Stegerová Friedericke Vombohrová Ina Wallburgová | 3:32,8  | NDR Heike Hempelová Margit Kröningová Katrin Schulz Karin Wahren        | 3:34,7  | Sovětský svaz Galina Lew Natalia Daniłowa Irina Chiomina Tatiana Sawczenko         | 3:39,5  |
| Skok do výšky     | Kristine Nitzscheová                                                                   | 1,88 m  | Marlis Wilkenová                                                        | 1,86 m  | Sabine Serk Danuta Bułkowská                                                       | 1,81 m  |
| Skok daleký       | Naděžda Zujevová                                                                       | 6,35 m  | Astrid Beiersdorf                                                       | 6,34 m  | Heike Duwe                                                                         | 6,30 m  |
| Vrh koulí         | Simone Michelová                                                                       | 18,10 m | Cordula Schulze                                                         | 18,00 m | Tatiana Szczerbanos                                                                | 15,78 m |
| Hod diskem        | Ines Reichenbachová                                                                    | 52,06 m | Gisela Beyerová                                                         | 51,36 m | Ludmiła Diewicka                                                                   | 50,72 m |
| Hod oštěpem       | Heidi Repserová                                                                        | 61,96 m | Petra Felkeová                                                          | 57,68 m | Roswitha Potrek                                                                    | 55,08 m |
| Pětiboj           | Kristine Nitzscheová                                                                   | 4 409   | Iris Kunstner                                                           | 4 152   | Ina Losch                                                                          | 4 116   |

## Medailové pořadí
| Umístění | Stát                       | Zlato | Stříbro | Bronz | Celkem |
| -------- | -------------------------- | ----- | ------- | ----- | ------ |
| 1.       | NDR                        | 15    | 16      | 6     | 37     |
| 2.       | Sovětský svaz              | 6     | 4       | 8     | 18     |
| 3.       | Západní Německo            | 4     | 7       | 6     | 17     |
| 4.       | Finsko                     | 3     | 1       | 0     | 4      |
| 5.       | Spojené království         | 2     | 2       | 8     | 12     |
| 6.       | Francie                    | 2     | 0       | 1     | 3      |
| 7.       | Polsko                     | 1     | 1       | 3     | 5      |
| 8.       | Španělsko                  | 1     | 1       | 0     | 2      |
| 9.       | Itálie                     | 1     | 0       | 1     | 2      |
| 10.      | Dánsko                     | 1     | 0       | 0     | 1      |
| 11.      | Belgie                     | 0     | 1       | 1     | 2      |
| 11.      | Bulharská lidová republika | 0     | 1       | 1     | 2      |
| 11.      | Švýcarsko                  | 0     | 1       | 1     | 2      |
| 14.      | Maďarská lidová republika  | 0     | 1       | 0     | 1      |
| 15.      | Švédsko                    | 0     | 0       | 1     | 1      |
| Celkem   | Celkem                     | 36    | 36      | 37    | 109    |